# Esperanza Silva
María Esperanza Silva Soura (Santiago, 12 de julio de 1962) es una actriz, directora teatral y dirigente sindical chilena, con trayectoria en teatro, cine y televisión. Es hija del destacado locutor y actor chileno Sergio Silva Acuña.

## Carrera actoral
Estudió teatro en la Universidad de Chile entre 1986 y 1991. Ese mismo año realizó un posgrado en dirección teatral de la Pontificia Universidad Católica de Chile.

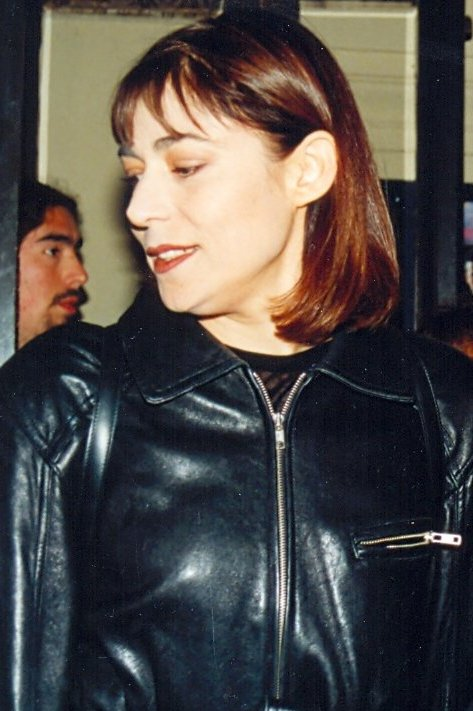
Silva en 2000.

Su trayectoria en teatro comenzó en los años 1980, en obras como Esperando la carroza, La colombiana, la versión teatral de Pantaleón y las visitadoras y luego en el rol protagónico en Ocúpate de Amelia (1990), de George Feydeau, El derrumbe (2002), de Arthur Miller, ambas dirigidas por Ramón Núñez. El año 2005 actuó en Rompiendo Códigos. Fuente Ovejuna de Lope de Vega, dirigida por Jorge Cano, director colombiano,(1983.
En televisión ha desarrollado una amplia carrera en espacios humorísticos y teleseries tales como El milagro de vivir, El palo al gato (1992), Marrón Glacé (1993), Champaña (1994), El amor está de moda (1995), Fuera de control (1999), Tentación (2004), Gatas y tuercas (2005), Viuda alegre (2008) e Infiltradas (2011). Desde la década de 2000 ha incursionado en series y unitarios como Tiempo final: en tiempo real (2004-2006), Heredia (2004), Loco por ti (2004), Geografía del deseo (2004), Reporteras (2006), Volver a mí.
También ha participado en el cine, como son la comedia Mi famosa desconocida (2000), de Edgardo Viereck y la aclamada Cachimba (2004), de Silvio Caiozzi.

## Sindicalista y otros cargos
Se ha desarrollado como dirigente sindical de los actores. Fue fundadora de la Corporación de Actores de Chile, organismo del cual ha sido su presidenta. También ha ejercido como directora de la Corporación de Artistas por la Rehabilitación y Reinserción Social a través del arte (COARTRE); como segunda vicepresidenta de Latin Artis; y como presidenta Fundación Gestión Arte.
En 2013 asumió como consejera del Consejo Nacional de Televisión (CNTV).

## Filmografía

### Cine
| Películas | Películas             | Películas   | Películas       |
| Año       | Película              | Rol         | Director        |
| --------- | --------------------- | ----------- | --------------- |
| 2000      | Mi famosa desconocida | María Pilar | Edgardo Viereck |
| 2004      | Cachimba              | Baronesa    | Silvio Caiozzi  |
| 2010      | Lucía                 | Elena       | Niles Atallah   |

### Telenovelas
| Teleseries | Teleseries               | Teleseries              | Teleseries  |
| Año        | Teleserie                | Rol                     | Canal       |
| ---------- | ------------------------ | ----------------------- | ----------- |
| 1982       | Alguien por quien vivir  | María José              | Canal 13    |
| 1985       | Matrimonio de papel      | Pamela                  | Canal 13    |
| 1990       | El milagro de vivir      | Carolina Rodríguez      | TVN         |
| 1992       | El palo al gato          | Noelia                  | Canal 13    |
| 1993       | Marrón Glacé             | Erika Werner            | Canal 13    |
| 1994       | Champaña                 | Ana Cameratti           | Canal 13    |
| 1995       | El amor está de moda     | Susana                  | Canal 13    |
| 1996       | Marrón Glacé, el regreso | Erika Werner            | Canal 13    |
| 1997       | Eclipse de luna          | Roxana Fernández        | Canal 13    |
| 1998       | Amándote                 | Isadora Sarmiento       | Canal 13    |
| 1999       | Fuera de control         | Divita "Ita" Villalobos | Canal 13    |
| 2000       | Sabor a ti               | Manana Prieto           | Canal 13    |
| 2004       | Tentación                | Regina Domínguez        | Canal 13    |
| 2005       | Gatas & tuercas          | Brigitte Troncoso       | Canal 13    |
| 2006       | Charly Tango             | Milena Vidal            | Canal 13    |
| 2007       | Fortunato                | Piera Perez             | Mega        |
| 2008       | Viuda Alegre             | Teresita Rodríguez      | TVN         |
| 2011       | Infiltradas              | Deborah Gangas          | Chilevisión |

### Series y unitarios
| Series y Unitarios | Series y Unitarios                                                                                      | Series y Unitarios   | Series y Unitarios |
| Año                | Serie                                                                                                   | Rol                  | Canal              |
| ------------------ | --- | -------------------- | ------------------ |
| 2001               | A la suerte de la olla                                                                                  | Candy Cañete         | Canal 13           |
| 2004               | Geografía del deseo                                                                                     | Ana Solórzano        | TVN                |
| 2004               | JPT: Justicia Para Todos (episodio "Mentiras verdaderas")                                               | Thelma Spencer       | TVN                |
| 2004               | Loco por ti                                                                                             | Pía                  | TVN                |
| 2005               | Heredia & asociados                                                                                     | Magdalena            | TVN                |
| 2004-2006          | Tiempo final: en tiempo real (episodio " Los Venenosos ) (episodio "Mano a Mano)" (episodio "Infieles") | Paula Violeta Raquel | TVN                |
| 2006               | Reporteras Urbanas                                                                                      | Rebeca               | Chilevisión        |
| 2010               | Volver a mí                                                                                             | Eva Beltrán          | Canal 13           |

### Otros programas de televisión
- Jappening con Ja (1990-1992) - Invitada
- Chita Q'Lindo (Canal 13, 1999) con varios personajes
- Contrareloj (2002) - Conductora
- Na' que ver con Chile (1997-1998) con varios personajes